# Manifest
Et manifest (fra latin, manifestus, kommer af manus: "hånd" + fendo: "slag") er en tekst, som danner grundlaget for en ideologi, en kunstnerisk retning eller en anden slags kulturel bevægelse, ved at gøre rede for principperne og intentionerne som ligger til grund. Det Kommunistiske Manifest er et ofte brugt eksempel. F.T. Marinettis Det Futuristiske Manifest fra 1909 er et eksempel på et kunstnerisk og litterært manifest, der i sit udtryk står i stærk kontrast til den daværende italienske kunstopfattelse.

## Kendte politiske manifester
- 1776 USAs uafhængighedserklæring
- 1789 Erklæringen om menneskets og borgerens rettigheder
- 1792 Mary Wollstonecraft: Et forsvar for kvindens rettigheder
- 1848 Det kommunistiske manifest
- 1905 Zar Nikolaj 2.'s Oktobermanifest
- 1925-1927 Hitlers Mein Kampf

### Politiske erklæringer som ikke har avlet større politiske bevægelser
- Industrial Society and Its Future af Theodore Kaczynski blev trykt i The New York Times og Washington Post den 19.september 1995.[1]
- "2083 - A European Declaration of Independence" af Anders Behring Breivik, en politisk erklæring fra 2011, hvori Breivik begrunder, hvorfor han begik terrorangrebene i Norge 2011. Refereret til i medierne som et manifest.[2]